# Yêu cuồng loạn
Yêu cuồng loạn (tên tiếng Anh: Love Lies Bleeding) là bộ phim lãng mạn giật gân được đạo diễn bởi Rose Glass với kịch bản do cô đồng chấp bút cùng Weronika Tofilska. Phim có sự tham gia diễn xuất của Kristen Stewart, Katy O'Brian, Jena Malone, Anna Baryshnikov, Dave Franco và Ed Harris với cốt truyện lấy bối cảnh thập niên 80, xoay quanh mối quan hệ giữa một người quản lý phòng tập sống ẩn dật với một gia đình tội phạm của mình và một vận động viên thể hình đầy tham vọng.
Yêu cuồng loạn được ra mắt lần đầu vào ngày 20 tháng 1 tại Liên hoan phim Sundance năm 2024. Sau đó, vào ngày 8 tháng 3 năm 2024, bộ phim được công chiếu chính thức tại các rạp ở Hoa Kỳ do hãng A24 phát hành và tại Vương quốc Anh, bộ phim được phát hành bởi Lionsgate UK vào ngày 3 tháng 5 năm 2024. Tại thị trường Việt Nam, bộ phim được ra mắt tại các rạp vào ngày 19 tháng 4 năm 2024.

## Tiền đề
Vào những năm 80, một quản lý phòng tập sống ẩn Lou đã phải Jackie, một vận động viên thể hình đầy tham vọng đã đi xuyên thị trấn đến Las Vegas để thực hiện giấc mơ của mình. Nhưng mối quan hệ tình cảm của họ đã làm khơi dậy sự bạo lực và đẩy cả hai rơi vào mạng lưới của gia đình tội phạm nhà Lou.

## Diễn viên
- Kristen Stewart thủ vai Lou,[4] một quản lý phòng tập sống ẩn dật
- Katy O'Brian thủ vai Jackie,[3] một vận động viên thể hình tham vọng
- Ed Harris thủ vai Lou Sr., Cha của Lou
- Jena Malone thủ vai Beth
- Anna Baryshnikov thủ vai Daisy
- Dave Franco thủ vai JJ